# Rhamphomyia sororia
Rhamphomyia sororia är en tvåvingeart som beskrevs av Frey 1953. Rhamphomyia sororia ingår i släktet Rhamphomyia och familjen dansflugor. Inga underarter finns listade i Catalogue of Life.